# Butansäuren
Butansäuren sind Alkansäuren mit vier Kohlenstoffatomen. Sie haben die allgemeine Summenformel C4H8O2 und eine molare Masse von 88,11 g/mol. Es gibt zwei Konstitutionsisomere:
| Butansäuren     |                                 |                                           |
| Name            | Buttersäure                     | Isobuttersäure                            |
| Andere Namen    | n-Butansäure Butansäure (IUPAC) | Isobutansäure 2-Methylpropansäure (IUPAC) |
| Strukturformel  |                                 |                                           |
| CAS-Nummer      | 107-92-6                        | 79-31-2                                   |
| PubChem         | 264                             | 6590                                      |
| Summenformel    | C4H8O2                          | C4H8O2                                    |
| Molare Masse    | 88,11 g·mol−1                   | 88,11 g·mol−1                             |
| Aggregatzustand | flüssig                         | flüssig                                   |
| Schmelzpunkt    | −5 °C                           | −46 °C                                    |
| Siedepunkt      | 163 °C                          | 155 °C                                    |

## Nomenklatur
Nach der IUPAC-Nomenklatur werden Verbindungen mit einer acyclischen Butan-Struktureinheit als unverzweigte Hauptkette, bei denen die endständige Methylgruppe durch eine Carboxygruppe ersetzt ist, als Butansäure bezeichnet. Eine zulässige, aber nicht bevorzugte Alternativbezeichnung ist Propancarbonsäure.
Neben der Stammverbindung Buttersäure existieren daher drei weitere einfach alkylsubstituierte Monocarbonsäuren ohne zusätzliche funktionelle Gruppen oder ungesättigten Substituenten, die als Butansäuren bezeichnet werden, jedoch nicht isomer zur Buttersäure sind:
| Butansäuren nach der IUPAC-Nomenklatur |               |                     |                    |                    |
| Name                                   | Butansäure    | 2-Methylbutansäure  | 3-Methylbutansäure | 2-Ethylbutansäure  |
| Andere Namen                           | Buttersäure   | 2-Methylbuttersäure | Isovaleriansäure   | 2-Ethylbuttersäure |
| Strukturformel                         |               |                     |                    |                    |
| CAS-Nummer                             | 107-92-6      | 116-53-0            | 503-74-2           | 88-09-5            |
| PubChem                                | 264           | 8314                | 10430              | 6915               |
| Summenformel                           | C4H8O2        | C5H10O2             | C5H10O2            | C6H12O2            |
| Molare Masse                           | 88,11 g·mol−1 | 102,13 g·mol−1      | 102,13 g·mol−1     | 116,16 g·mol−1     |

Die 2-Methylbutansäure ist eine chirale Verbindung mit zwei Enantiomeren.